# Stagno di Cagliari
Stagno di Cagliari este o arie protejată (arie de protecție specială avifaunistică — SPA) din Italia întinsă pe o suprafață de 3.756 ha, integral pe uscat.

## Localizare
Centrul sitului Stagno di Cagliari este situat la coordonatele 39°12′05″N 9°03′05″E / 39.201432°N 9.051283°E.

## Înființare
Situl Stagno di Cagliari a fost declarat arie de protecție specială avifaunistică în iulie 2009 pentru a proteja 60 de specii de animale.

## Biodiversitate
Situată în ecoregiunea mediteraneană, aria protejată conține 6 habitate naturale: Tufărișuri halofile mediteraneene și termo-atlantice (Sarcocornetea fruticosi), Tufărișuri halo-nitrofile (Pegano-Salsoletea), Pășuni mediteraneene udate de apa mării (Juncetalia maritimi), Salicornia și alte specii anuale care populează regiunile mlăștinoase și nisipoase, Stepe sărăturate mediteraneene (Limonietalia), Lagune de coastă.
La baza desemnării sitului se află mai multe specii protejate:
- păsări (57): privighetoare-de-baltă (Acrocephalus melanopogon), pescăruș albastru (Alcedo atthis), Alectoris barbara, fâsă-de-câmp (Anthus campestris), egretă mare (Ardea alba), stârc roșu (Ardea purpurea), stârc galben (Ardeola ralloides), ciuf de câmp (Asio flammeus), rață roșie (Aythya nyroca), pasărea ogorului (Burhinus oedicnemus), ciocârlie-cu-degete-scurte (Calandrella brachydactyla), bătăuș (Calidris pugnax), caprimulg (Caprimulgus europaeus), prundăraș de sărătură (Charadrius alexandrinus), chirichița cu obraz alb (Chlidonias hybrida), chirighiță neagră (Chlidonias niger), barză albă (Ciconia ciconia), barză neagră (Ciconia nigra), erete de stuf (Circus aeruginosus), erete vânăt (Circus cyaneus), erete cenușiu (Circus pygargus), gușă vânătă (Cyanecula svecica), egretă mică (Egretta garzetta), șoim de iarnă (Falco columbarius), șoim călător (Falco peregrinus), muscar-gulerat (Ficedula albicollis), pescăriță râzătoare (Gelochelidon nilotica), ciovlica roșcată (Glareola pratincola), cocor (Grus grus), acvilă pitică (Hieraaetus pennatus), piciorong (Himantopus himantopus), Hydrocoloeus minutus, pescăriță mare (Hydroprogne caspia), stârc pitic (Ixobrychus minutus), sfrâncioc roșiatic (Lanius collurio), Larus audouinii, Larus genei, pescăruș-cu-cap-negru (Larus melanocephalus), pescăruș râzător (Larus ridibundus), sitar de mal nordic (Limosa lapponica), sitar de mâl (Limosa limosa), gaia neagră (Milvus migrans), stârc de noapte (Nycticorax nycticorax), vultur pescar (Pandion haliaetus), Phalacrocorax aristotelis desmarestii, Phoenicopterus ruber, lopătar (Platalea leucorodia), țigănuș (Plegadis falcinellus), ploier auriu (Pluvialis apricaria), Porphyrio porphyrio porphyrio, ciocântors (Recurvirostra avosetta), chiră de baltă (Sterna hirundo), chiră mică (Sternula albifrons), Sylvia sarda, silvie de tufiș (Sylvia undata), chiră de mare (Thalasseus sandvicensis), fluierar de mlaștină (Tringa glareola)
- pești (1): Aphanius fasciatus
- reptile (2): țestoasa de baltă (Emys orbicularis), țestoasă bănățeană (Testudo hermanni)

Pe lângă speciile protejate, pe teritoriul sitului au mai fost identificate 4 specii de plante, 120 de specii de păsări, 2 specii de amfibieni, 8 specii de reptile.